# Kosmisk sträng
Ej att förväxla med sträng i strängteorin.
Kosmisk sträng är ett hypotetiskt astronomiskt objekt. 
Kosmiska strängar ses som stabila, kvasi-1-dimensionella formationer av materia som uppträder som topologiska defekter i universum.  De är tänkta att ha uppkommit under Big Bang då den ursprungliga  högenergetiska supersymmetrin övergick i mer kondenserade former. Kosmiska strängar, tillsammans med andra topologiska defekter som de kvasi-0-dimensionella monopolerna och de kvasi-2-dimensionella domänväggarna, föreslogs ursprungligen som ett sätt att förklara de densitetsvariationer som finns i universum, och som  var tänkta att ha utgjort en drivande kraft i skapandet av galaxer. Denna teori motbevisades dock runt år 2000. 
Ett förnyat intresse för teorin kom dock i samband ett utökat intresse för supersträngteorin, M-teorin och inte minst brankosmologin, där kolliderande braner kan ge upphov till kosmiska strängar. 
Kosmiska strängar ses ha en diameter och en massa, och kan ur matematisk mening inte betraktas som verkligt 1-dimensionella. I det här avseendet skiljer sig kosmiska strängar från strängar i strängteorin, som de facto är 1-dimensionella. Däremot är de kosmiska strängarna ytterst tunna, av storleksordningen en atomkärna, och kan därför approximeras till en dimension. De är vidare ytterst massiva; man bedömer att en kilometerlång kosmisk sträng skulle ha en massa av samma storleksordning som jordens, vilket skulle göra dem till bland de mest massiva objekten i universum, massiva nog att kunna bryta ljus såväl som att deformera rumtiden.
Några konkreta bevis för kosmiska strängar finns inte. Däremot har det gjorts observationer som indirekt antyder att en kosmisk sträng finns inom vår egen galax, vilket antingen skulle innebära att vår galax är ovanlig, eller att kosmiska strängar är betydligt vanligare än vad man först trodde.

## Fotnoter
1. ↑  T.W.B. Kibble, "Cosmic strings reborn?", Imperial/TP/041001